# 3 noiembrie
ianuarie • februarie • martie  • aprilie  • mai  • iunie  • iulie  • august  • septembrie  • octombrie  • noiembrie  • decembrie
3 noiembrie este a 307-a zi a calendarului gregorian și a 308-a zi în anii bisecți. Mai sunt 58 de zile până la sfârșitul anului.

## Evenimente

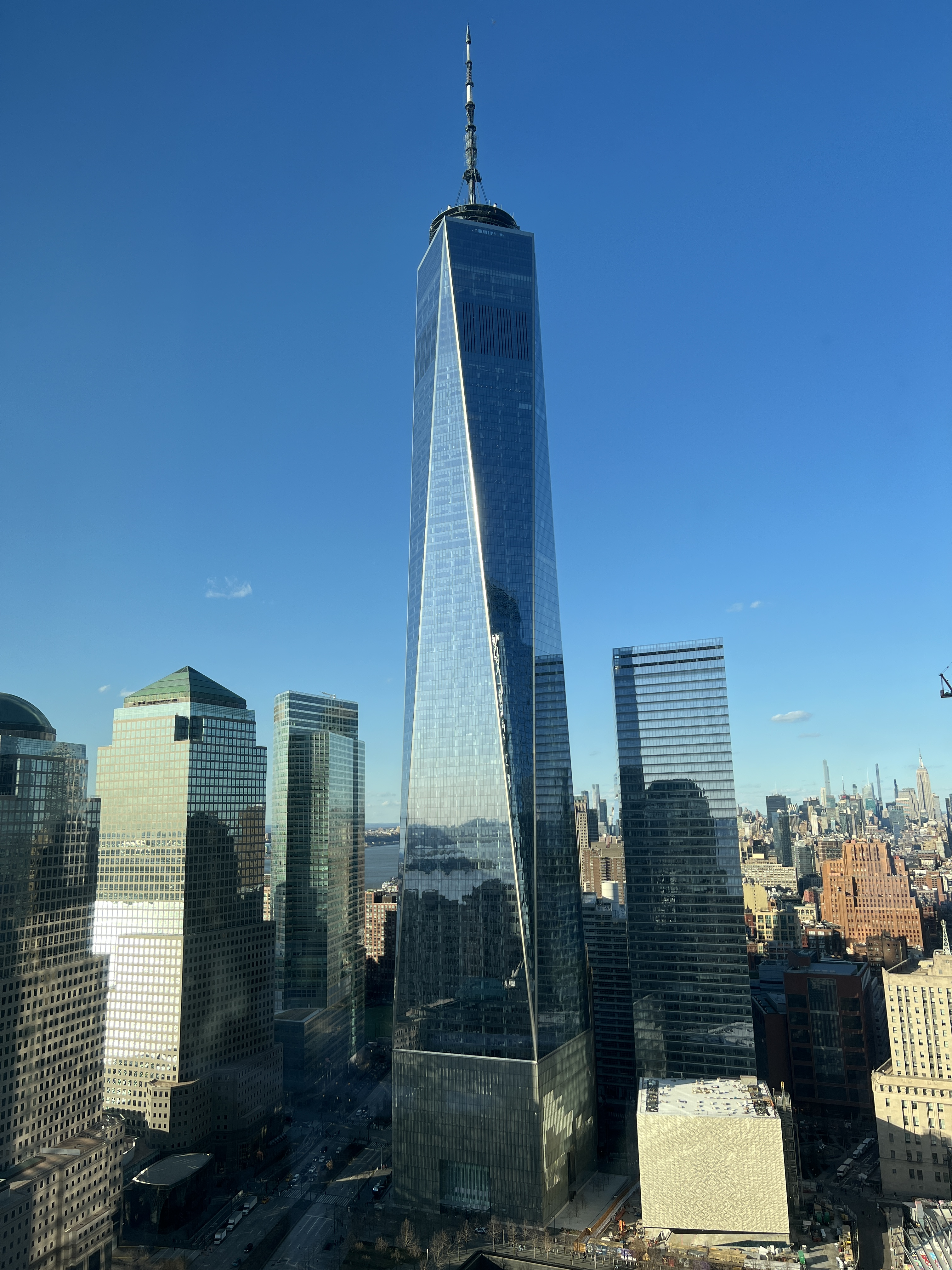
2014: One World Trade Center se deschide oficial în New York City, înlocuind Turnurile Gemene după ce acestea au fost distruse în timpul atacurilor din 11 septembrie.

- 0625: Începe pontificatul Papei Honoriu I.
- 0644: În Medina, Umar ibn al-Chattab, cel de-al doilea calif musulman este ucis de o sclavă persană.
- 1462: Spania: Henric al IV-lea de Castilia este proclamat principe de Cataluña.
- 1481: Regatul Navarei: Francisc de Foix este încoronat Rege.
- 1483: Giuliano della Rovere, viitorul papă Iuliu al II-lea, este nuumit episcop al Bolognei, (Italia).
- 1493: Cristofor Columb a descoperit Insula Dominica în Marea Caraibilor.
- 1536: Viceregatul de Perú: pentru Real Cédula se confirmă transferul capitalei de la Jauja în Lima, cunoscută cu numele de „Ciudad de los Reyes".
- 1591: Este ales Papa Inocențiu al IX-lea.
- 1591: Căpitanul portughez Juan Fernández de León fondează orașul Guanare, actualmente pe teritoriul Venezuelei.
- 1592: Mexic: Orașului San Luis Potosí, (SLP) i se acordă titlul de oraș.
- 1622: Barockschloss Bílence, după ce a căzut în dizgrație, a fost confiscat.
- 1760: Războiul de Șapte Ani: armata prusacă suferă pierderi mari, dar obține victoria la limită împotriva austriecilor în Bătălia de la Torgau.
- 1762: Tratatul de la Fontainebleau între Spania și Franța, prin care Luisiana trece sub putere spaniolă.
- 1780: Argentina: În Buenos Aires sunt imprimate primele documente în tipografia regală: „Real Imprenta de Niños Expósitos”.
- 1791: Bătălia de la Fort-Wayne războinicii Miamis îl surprind în bătălie pe maiorul Arthur Saint-Clair, care din 1300 de oameni a pierdut 600; dintre băștinași au murit numai 66. Aceasta este cea mai mare pierdere a americanilor în războaiele lor de masacrare a „pieilor roșii”.
- 1792: Mexic: se deschid porțile Universității de la Guadalajara, în „Noua Galiție” (azi Estado de Jalisco).
- 1795: Franța: Se constituie „Directoratul”.
- 1800: A fost înființată Casa Albă, reședința președinților SUA, situată în Washington, D.C.. Clădirea a fost construită după planurile arhitectului James Hoban, lucrările începând în anul 1792.
- 1810: La teatrul „San Moise” din Veneția este prezentată opera „La Cambiale di matrimonio“ de Gioacchino Rossini.
- 1820: Independența Ecuadorului.
- 1821: Independența statului Nicaragua.
- 1823: Președintele peruan José de la Riva-Agüero trimite viceregelui La Serna o pledoarie pentru înființarea regatului de Peru, independent de Spania, având totuși pe tron un principe spaniol.
- 1827: Premierea operei comice „Le Roi et le batelier“ de Fromental Halévy pe scena pariziană Opéra-Comique.
- 1883: Spania: Antonio Gaudí, arhitectul modernist, primește aprobarea de a continua construcția „templului” barcelonez Sagrada Familia.
- 1834: A fost fondat în București Muzeul de Istorie Naturală și Antichități.
- 1844: La Teatrul Argentina din Roma are loc debutul lui Giuseppe Verdi cu „I due Foscari”.
- 1863: A apărut, la București, prima revistă umoristică editată de B.P. Hasdeu, "Aghiuță".
- 1863: Americanul J.T. Alden a brevetat metoda de obținere a drojdiei.
- 1866: Chestiunea Romană: tratativele lui Giuseppe Garibaldi se duc pe lângă Napoleon al III-lea cu tentativa de a confisca teritoriile Statului Pontifical, teritorii sub autoritatea papei.
- 1887: Este fondată „Asociația Academică din Coimbra”, cea mai veche asociație de studenți din Portugalia.
- 1890: Premiera Operei „Cneazul Igor“ de Alexander Porfirjewitsch Borodin în Marea Operă din Sankt Petersburg.
- 1891: Brazilia: Mareșalul Teodoro de Fonseca dizolvă Congresul brazilian și se autoproclamă dictator.
- 1891: Republica Velha, Deodoro da Fonseca declară starea de urgență.
- 1891: Rio Grande de Sud: Júlio de Castilhos este demis din funcția de președinte al Republicii.
- 1898: Columbia: Manuel Antonio San Clemente preia președinția.
- 1900: Premierea Operei „Povestea țarului Saltan“ (Orig.: „Saksa o zare Saltane“) de Rimski-Korsakov la opera Solodownikow din Moscova.
- 1903: Cu sprijin din partea SUA, Panama se desprinde de Columbia și își proclamă independența.
- 1905: Rusia: Țarul Nicolae al II-lea al Rusiei semnează decretul de amnistie pentru deținuții politici.
- 1906: Alois Alzheimer prezintă la Congresul de medicină de la Tübingen datele fundamentale ale bolii care îi va purta numele.
- 1906: La Berlin se încheie „Conferința Internațională de Telegrafie” care a hotărât schimbul de informații obligatoriu între stațiile conectate între ele.
- 1906: A doua conferință internațională despre telegrafia fără fir adoptă mesajul SOS („Save Our Souls”, „Save Our Ship”) ca semnal internațional de forță majoră înlocuind semnalul CQD.
- 1908: Statele Unite: alegeri prezidențiale, la care va învinge William Howard Taft.
- 1912: Mexic: revoluția împotriva lui Madero în Chihuahua.
- 1914: Primul Război Mondial: Marea Britanie anunță că toată Marea Nordului s-a transformat într-un câmp de luptă.
- 1916: Qatarul este plasat sub protectorat britanic prin tratat.
- 1918: Primul Război Mondial: Semnarea armistițiului între Imperiul Austro-Ungar și aliați, armistițiu care pune capăt războiului. Evenimentul a avut loc la „Villa Giusti”.
- 1918: Ca urmare a Primului Război Mondial se dizolvă monarhiile dunărene.
- 1918: Revolta marinarilor se extinde asupra muncitorilor din Kiel și marchează în Germania începutul Revoluției din Noiembrie.
- 1918: Polonia își declară independența față de Rusia.
- 1919: Istoricul Vasile Pârvan își inaugurează cursul de istorie la nou înființata Universitate a Daciei Superioare din Cluj cu prelegerea: „Datoria vieții noastre", în care a adus și un omagiu jertfei depuse de tinerii ostași români la înfăptuirea unității naționale a statului.
- 1920: Se înființează Școala Politehnică din Timișoara.
- 1930: Brazilia: Getúlio Vargas este proclamat președinte în urma unei lovituri de stat.
- 1935: Grecia: Cu întoarcerea regelui George al II-lea la tron se încheie perioada Republicii grecești.
- 1935: Son Kee-chung din Coreea încheie maratonul cu timpul de 02:26:42 ore, stabilind astfel un nou record mondial.
- 1936: Statele Unite: Franklin Delano Roosevelt este reales președinte.
- 1943: Spania: repatrierea diviziei División Azul.
- 1944: Armata franceză aduce un omagiu postum lui Antoine de Saint-Exupéry.
- 1946: Japonia: suveranitatea Împăratului japonez trece în mâna Parlamentului.
- 1947: Se semnează Tratado de Río prin care se acordă asistență militară reciprocă între statele americane din sud.
- 1950: România a aderat la Convenția cu privire la prevenirea și reprimarea genocidului, adoptată de Adunarea Generală a ONU la 9 decembrie 1948 și intrată în vigoare la 12 ianuarie 1951.
- 1954: Linus Pauling primește Premiul Nobel pentru chimie.
- 1954: Începe trimiterea trupelor franceze în Algeria din cauza intensificării mișcărilor pentru independență din acea colonie.
- 1954: Japonia: Premiera primei părți a filmului Godzilla.
- 1956: A fost înființată Opera Română din Iași, spectacolul inaugural fiind Tosca de Giacomo Puccini.
- 1957: Uniunea Sovietică a trimis primul animal în spațiul cosmic -câinele Laika-, la bordul navei Sputnik II. Astfel, Laika a devenit prima ființă vie terestră care a navigat în spațiu, supraviețuind însă numai 7 zile.
- 1958: La Paris este inaugurat Palatul UNESCO.
- 1958: Cuba: Andrés Rivero Agüero este ales președinte.
- 1959: Israel: Partidul Laburist din Israel (MAPAI) a lui Ben Gurion câștigă în alegerile legislative.
- 1961: Birmanul Sithu Thant este ales Secretar General al ONU.
- 1964: Statele Unite: Lyndon B. Johnson este ales președinte, luând astfel locul lui John Kennedy, care fusese asasinat, și devenind al 36-lea președinte al Statelor Unite.
- 1964: Bolivia: René Barrientos Ortuño preia puterea în urma unei lovituri de stat militare.
- 1966: Guatemala: este instaurată starea de urgență pe întreg teritoriu.
- 1966: Ciclonii în golful Bengalez provoacă peste 1.000 de victime.
- 1970: Salvador Allende este ales președinte al statului Chile.
- 1972: Chile: Președintele Salvador Allende formează un guvern mixt civil-militar.
- 1973: NASA lansează sonda spațială Mariner X cu destinația Mercur.
- 1973: Ministrul german al afacerilor externe, Walter Scheel, pune în timpul unei vizite la Moscova problema  Berlinului.
- 1975: Regina Elisabeta a II-a a Marii Britanii inaugurează conducta petrolieră subacvatică prin care a fost adus pentru prima dată petrol din Marea Nordului.
- 1975: Generalul Khaled Mosharraf, conduce o lovitură de stat în Bangladesh.
- 1978: Republica Dominicană își capătă independența față de Commonwealth.
- 1978: URSS și Vietnam semnează un tratat de asistență și cooperare pe 25 de ani.
- 1979: Carolina de Nord: Adepții Ku Klux Klan protestează împotriva comuniștilor, care organizaseră demonstrația „Moarte Clanului“.
- 1983: Dizidenți palestinieni îl atacă, cu ajutor sirian și libian, pe Yasser Arafat pe câmpia /fâșia libanului.
- 1983: La nord de Kabul (Afganistan), un convoi militar rusesc a fost atacat într-o ambuscadă în tunelul Salangl, cu o lungime de 2,7 km; și-au pierdut viața peste 2.000 de oameni.
- 1985: Titus Brandsma, carmelitan olandez, ucis în 1942 de către naziști, a fost beatificat de Biserica Catolică.
- 1986: Statele Federale ale Microneziei au dobândit independența.
- 1986: Mozambic: Joaquim Chissano este desemnat președinte, înlocuindu-l astfel pe răposatul Samora Machel.
- 1986: Alianță de protectorat încheiat de Micronezia și de Marianas cu Statele Unite.
- 1988: Algeria: sunt aprobate prin referendum reformele propuse de președintele Chadli Benyedid.
- 1992: Bill Clinton devine al 42-lea președinte al Statelor Unite.
- 1992: Porto Rico: Pedro Roselló câștigă alegerile și este proclamat guvernator.
- 1992: Carol Moseley-Braun este prima femeie de culoare aleasă in Senatul american.
- 1994: Lansarea transportorului spațial american „Atlantis".
- 1994: Pe piața informatică este oferit Red Hat Linux 1.0.
- 1995: Taifunul "Angela", abătut asupra arhipelagului filipinez, s-a soldat cu 883 de morți și 188 de dispăruți.
- 1998: La Strasbourg este inaugurată Curtea Europeană a Drepturilor Omului.
- 1998: Iridium, firma americană de telecomunicații, lansează pe piață primul serviciu de telefonie „via satelit”.
- 1998: Victoria  islamiștilor moderați în Turcia.
- 1988: Formația britanică Oasis lansează albumul The Masterplan.
- 1999: Armenia: Aram Sarkissian devine șef al statului.
- 1999: Judecătorul spaniol Baltasar Garzón judecă 98 de militari argentinieni pentru masacre pe timpul dictatorului Pinochet.
- 2005: Portugalia: Ceremonia de decernare a premiilor MTV Europe Music Awards.
- 2005: SUA: Ceremonia decernării premiilor Latin Grammy Awards (Los Angeles).
- 2005: Rămășițile pământești ale lui Nicolaus Copernic au fost descoperite într-o catedrală din Polonia.
- 2006: Formația de muzică Tres de Noviembre prezintă primul său disc în sala Zacarías din Barcelona.
- 2014: One World Trade Center se deschide oficial în New York City, înlocuind Turnurile Gemene după ce au fost distruse în timpul atacurilor din 11 septembrie.
- 2020: Au loc alegerile prezidențiale din Statele Unite ale Americii între democratul Joe Biden și actualul președinte republican Donald Trump. La 7 noiembrie, Biden a fost declarat câștigător.[1]

## Nașteri
- 1500: Benvenuto Cellini, artist italian (d. 1571)
- 1801: Vincenzo Bellini, compozitor italian de operă (d. 1835)
- 1892: Maria Antonescu, politiciană româncă (d. 1964)
- 1852: Împăratul Meiji al Japoniei (d. 1912)
- 1895: Marea Ducesă Olga Nicolaievna Romanova (d. 1918)
- 1901: André Malraux, romancier francez (d. 1976)
- 1901: Leopold al III-lea al Belgiei (d. 1983)
- 1909: Marcel Anghelescu, actor român (d. 1977)

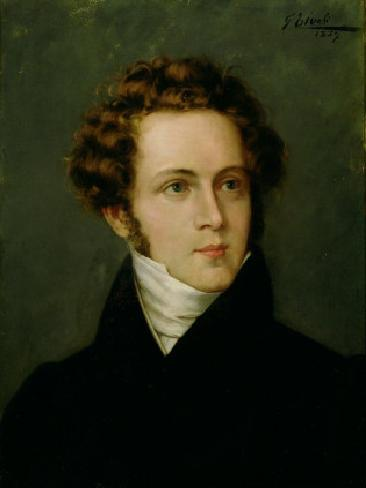
Vincenzo Bellini, compozitor italian
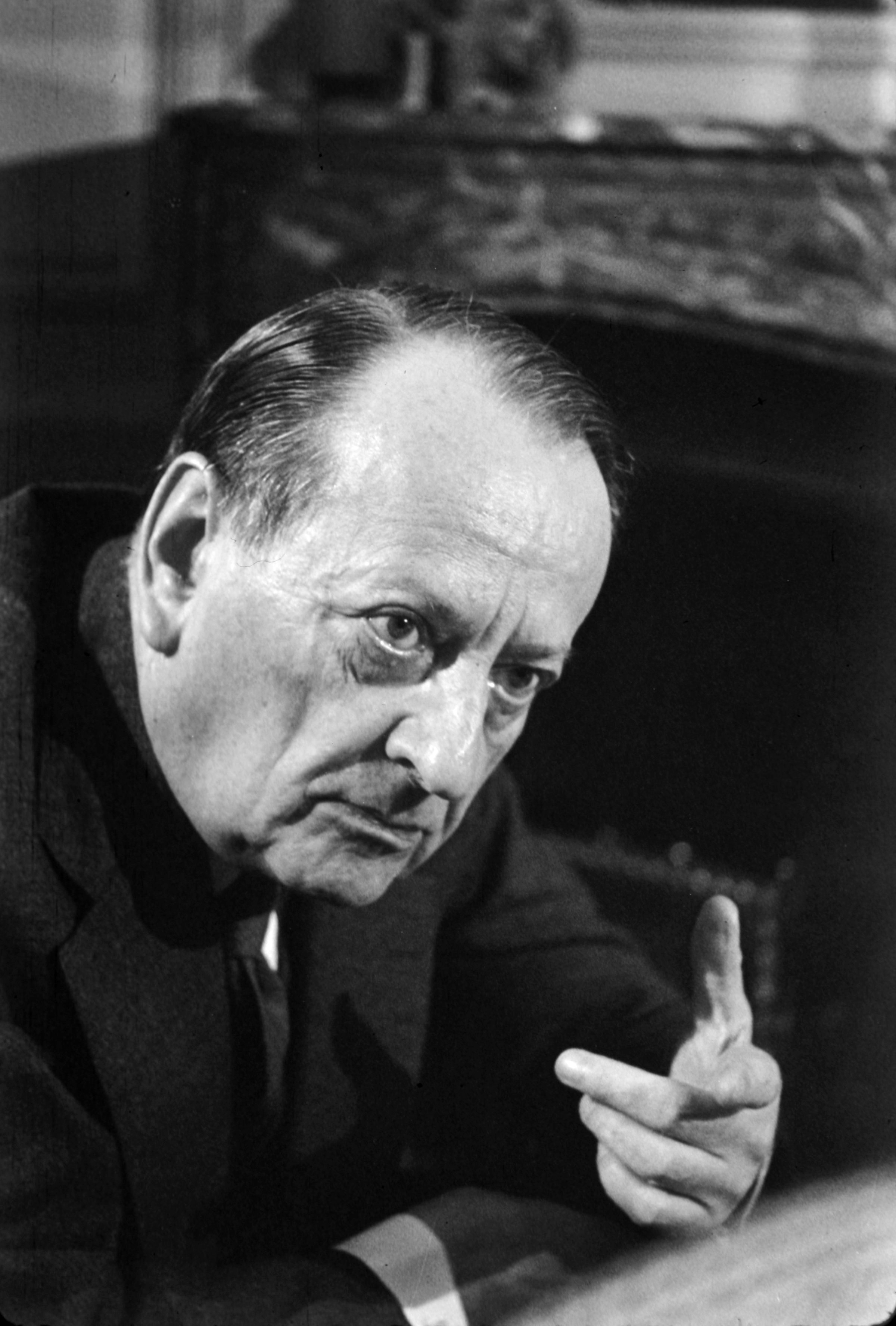
André Malraux, romancier francez
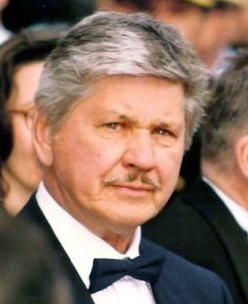
Charles Bronson, actor american

- 1911: Petru Tocănel, călugăr franciscan român (d. 1992)
- 1918: Petru Buzgău, pictor și grafician român (d. 1999)
- 1921: Andrei Ostap, sculptor și pictor român (d. 1995)
- 1921: Charles Bronson, actor american (d. 2003)
- 1923: Dan Berindei, istoric și filosof român (d. 2021)
- 1923: Paul Cornea, istoric literar, critic literar și publicist român (d. 2018)
- 1926: Iulian Mihu, regizor și publicist român (d. 1999)
- 1927: Zbigniew Cybulski, actor polonez (d. 1967)
- 1930: William H. Dana, inginer aerospațial american (d. 2014)
- 1930: Tsutomu Seki, astronom japonez
- 1931: Monica Vitti, actriță și scenaristă italiană (d. 2022)
- 1933: Jeremy Brett, actor englez (d. 1995)
- 1936: Mircea Moldovan, regizor de film român (d. 2020)
- 1936: Roy Emerson, jucător australian de tenis, multiplu campion de Grand Slam
- 1938: Nicolae Dragoș, poet și publicist român
- 1942: Claudiu Iordache, eseist, poet și prozator român (d. 2021)
- 1943: Alexandru Ecovoiu, prozator român
- 1945: Gerd Müller, fotbalist german (d. 2021)
- 1949: Ștefan Baban, politician român
- 1949: Valeriu Buzea, politician român

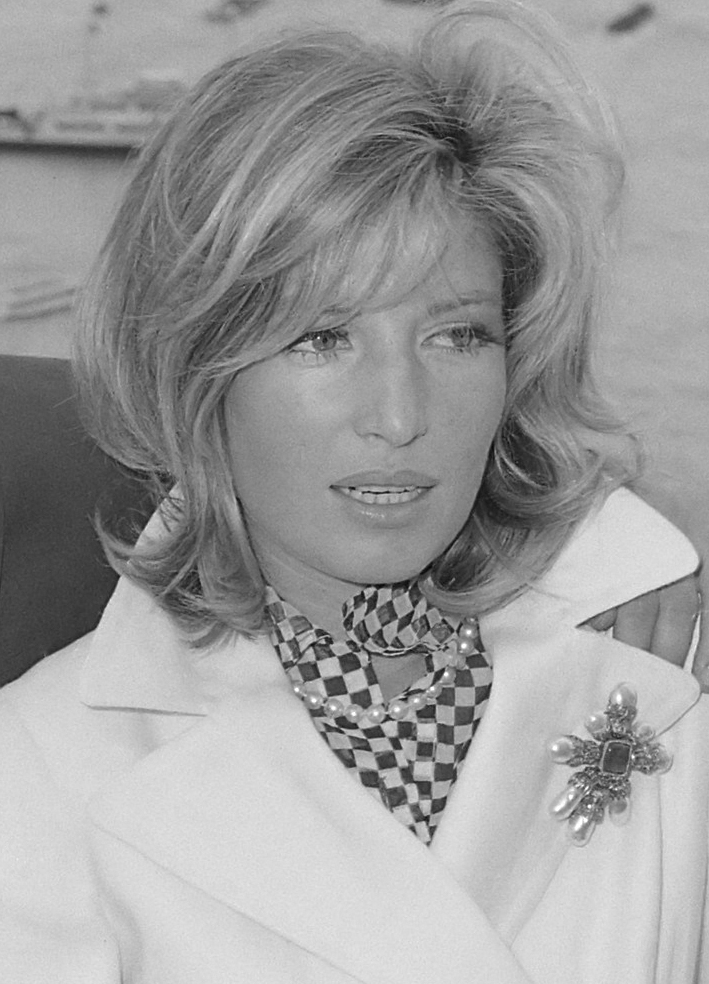
Monica Vitti, actriță italiană
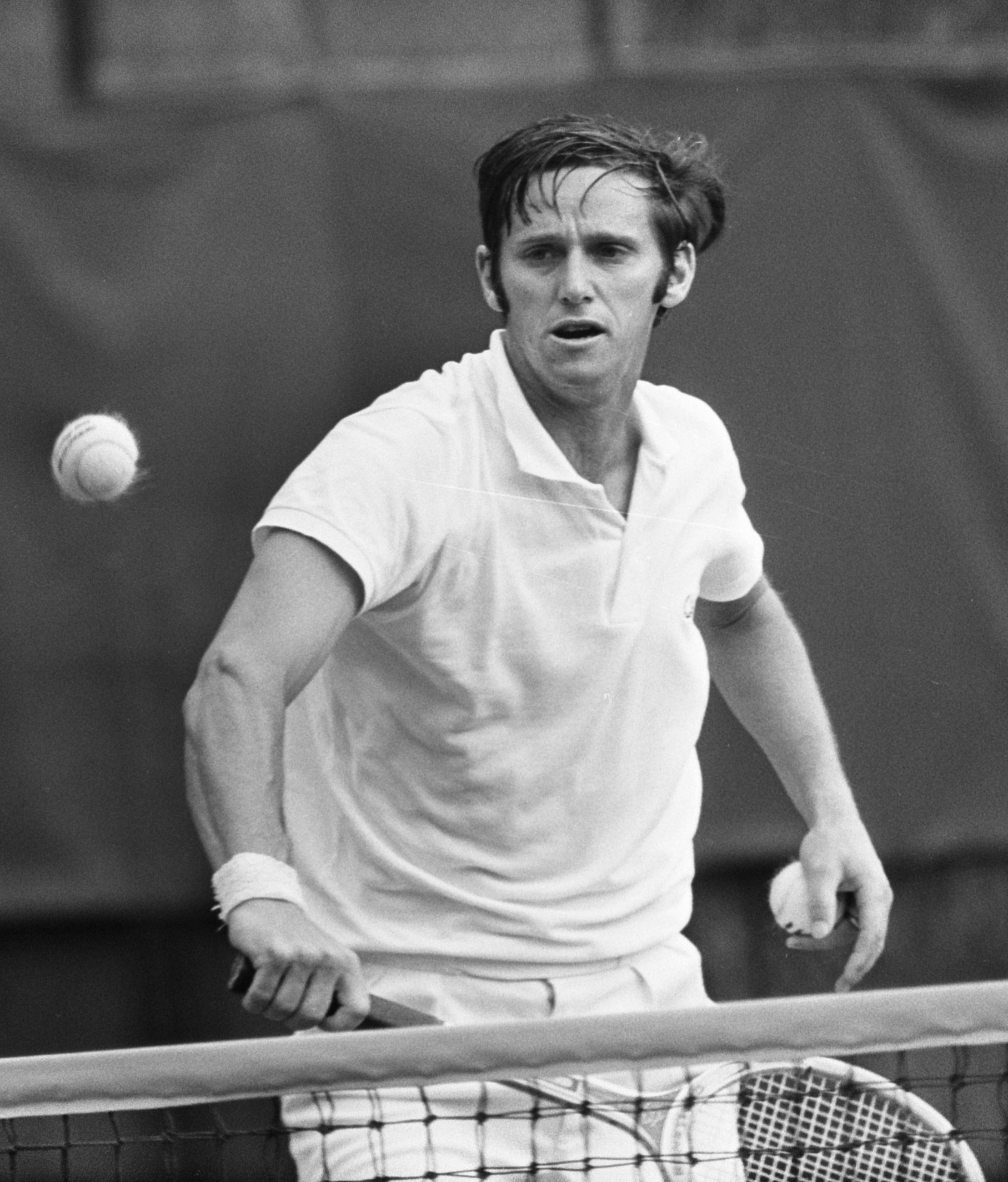
Roy Emerson, tenismen australian, multiplu campion de Grand Slam
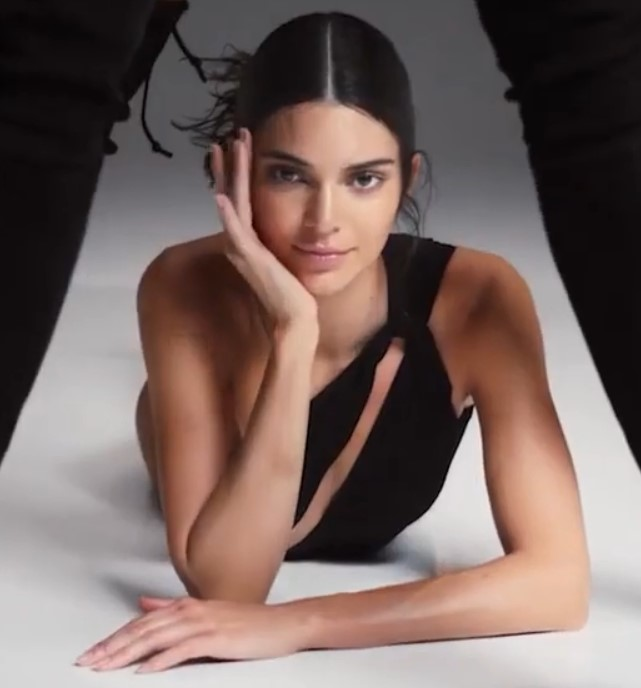
Kendall Jenner, fotomodel american

- 1951: Gheorghe Barbu, politician român
- 1952: Roseanne Barr, actriță americană
- 1963: Romeo Raicu, politician român
- 1964: Cristina Parodi, jurnalistă, prezentatoare TV și scriitoare italiană
- 1967: Maria Răducanu, cântăreață română
- 1969: Robert Miles, compozitor, producător, muzician și DJ italian (d. 2017)
- 1969: Petteri Orpo, politician finlandez, prim-ministru
- 1971: Unai Emery, fotbalist și antrenor spaniol de fotbal
- 1971: Dwight Yorke, fotbalist englez
- 1979: Emilian Dolha, fotbalist român
- 1986: Mihai Lazăr, rugbist român
- 1988: Béatrice Edwige, handbalistă franceză
- 1989: Joyce Jonathan, cântăreață franceză
- 1989: Sore Mihalache, cântăreață română
- 1995: Kendall Jenner, fotomodel american
- 1991: Anna Odobescu, cântăreață moldoveană

## Decese
- 0361: Constantin al II-lea, împărat roman (n. 317)
- 1600: Richard Hooker, teologian englez (n. 1554)
- 1643: Paul Guldin, astronom și matematician elvețian (n. 1577)
- 1793: Olympe de Gouges, dramaturgă franceză  (n. 1748)
- 1869: Andreas Kalvos, poet grec (n. 1792)
- 1914: Georg Trakl, poet austriac (n. 1887)
- 1917: Léon Bloy, scriitor francez (n. 1846)
- 1927: Karel Matěj Čapek-Chod, scriitor și jurnalist ceh (n. 1860)
- 1929: Olav Aukrust, poet norvegian (n. 1883)

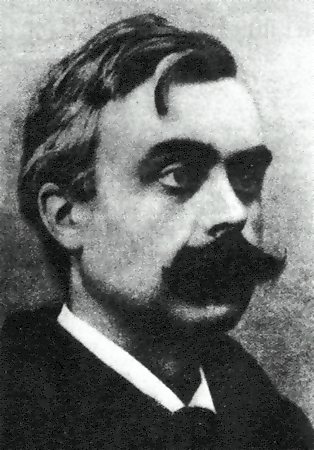
Léon Bloy, scriitor francez
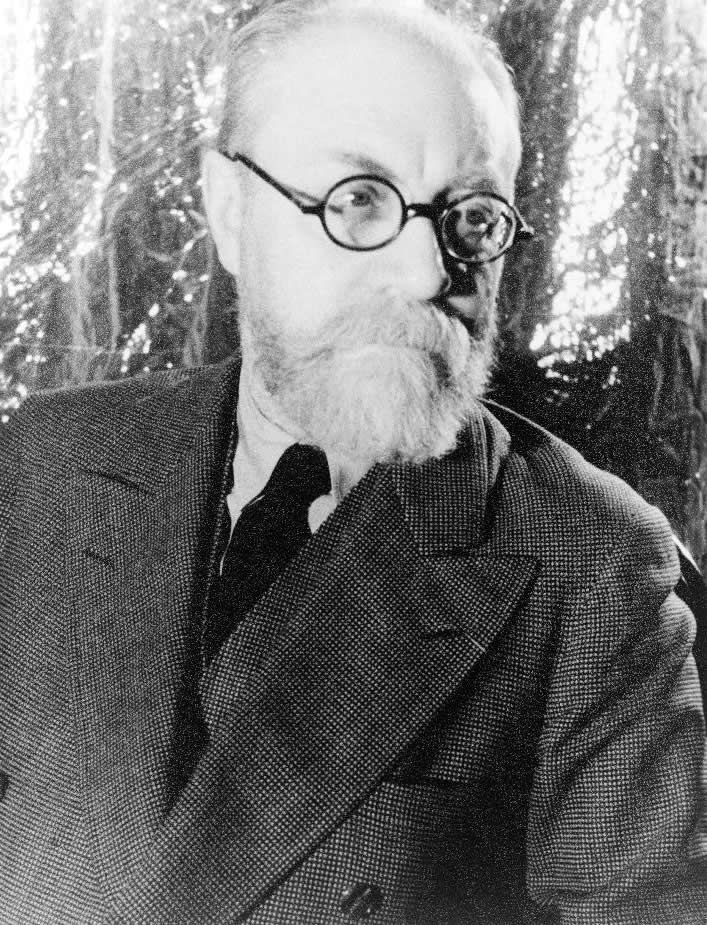
Henri Matisse, pictor francez
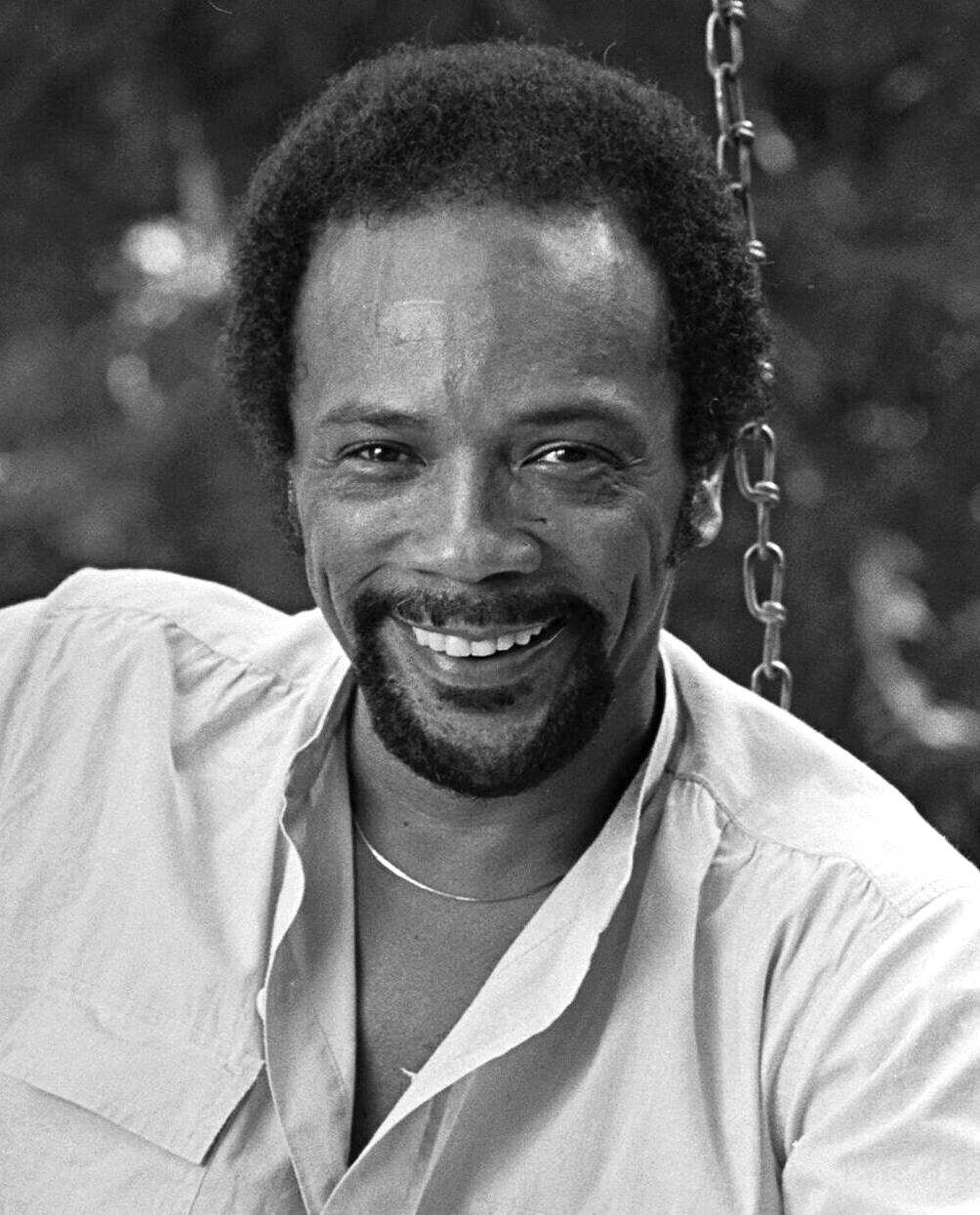
Quincy Jones, cântăreț american

- 1936: Filip Lazăr, compozitor român (d. 1894)
- 1954: Henri Matisse, pictor, sculptor și desenator francez, inițiatorul fobismului (n. 1869)
- 1962: Ana Kansky, chimistă și ingineră chimistă slovenă (n. 1895)
- 1970: Petru al II-lea, rege al Iugoslaviei (n. 1923)
- 1992: Ion Dumeniuk, lingvist, profesor universitar, publicist și om de stat moldovean (n. 1936)
- 1996: Jean-Bédel Bokassa, președintele al Republicii Central-Africane (n. 1921)
- 1998: Bob Kane, artist benzi desenate (n. 1915)
- 2001: Prințesa Sofia a Greciei și Danemarcei (n. 1914)
- 2002: Lonnie Donegan, muzician scoțian (n. 1931)
- 2003: Rasul Gamzatov, poet rus (n. 1923)
- 2009: Francisco Ayala, scriitor spaniol (n. 1906)
- 2010: Viktor Cernomîrdin, om politic rus (n. 1938)
- 2014: Gordon Tullock, om de știință american
- 2015: Csaba Fenyvesi, campion olimpic la scrimă (n. 1943)
- 2019: Sorin Frunzăverde, politician român (n. 1960)
- 2024: Quincy Jones, cântăreț, compozitor, producător și aranjor american (n. 1933)

## Sărbători
- Sfinții Mucenici Achepsima, episcopul, Iosif, preotul si Aitala, diaconul (calendarul ortodox si greco-catolic)

- Ziua Vânătorilor de Munte
- Men's World Day

- Panama - Ziua Națională, aniversarea proclamării independenței față de Columbia (1903)
- Dominica - Ziua Națională, aniversarea proclamării independenței față de Marea Britanie (1978)